# Evangelische Kirche Herrnhaag

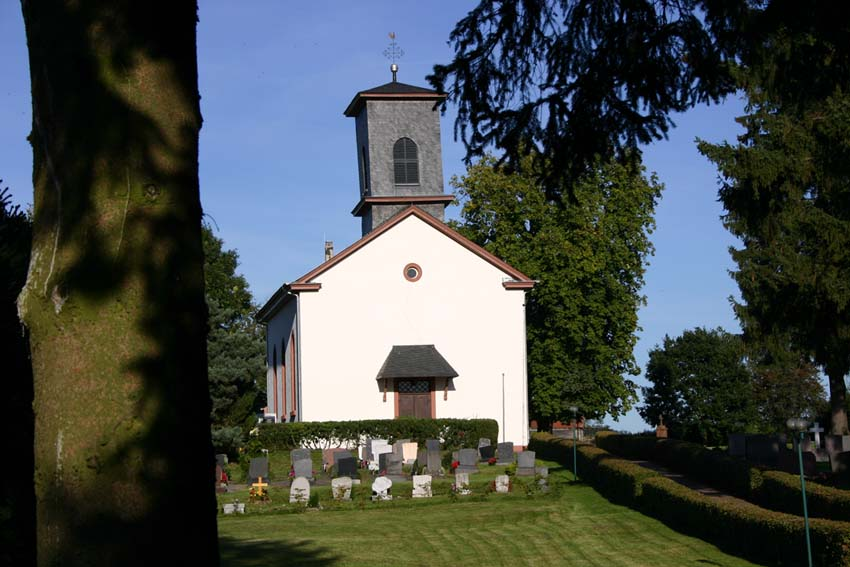
Blick auf die Evangelische Kirche Herrnhaag

Die evangelische Kirche Herrnhaag mit dem sie umgebenden Friedhof liegt bei der ehemaligen Siedlung der Herrnhuter Brüdergemeine auf dem Herrnhaag im Wetteraukreis in Hessen.

## Geschichte
Bereits im 13. Jahrhundert wurde eine „Kirche zu Houc“ erwähnt. Diese war im gotischen Stil erbaut. Die Fundamente des Kirchturms, ein Rundturm, befinden sich vor dem Haupteingang der jetzigen Kirche. Die Kirche wurde durch Ludwig I. von Ysenburg im Jahre 1264 an Zisterzienserinnen übergeben. Nach dem Umzug der Nonnen nach Marienborn wurde das Kloster zwar abgerissen,  die Kirche des Klosters blieb aber zum gottesdienstlichen Gebrauch der benachbarten Gemeinden stehen. 1541 gab das Kloster alle Rechte an der Kirche an die Grafen zu Büdingen. Im Besitz des Hauses Ysenburg verblieben die Patronatsrechte an der Kirche und deren Besetzung mit einem Pfarrer.
Im 18. Jahrhundert siedelte die Herrnhuter Brüdergemeine auf dem Herrnhaag und übernahmen die Kirche. Mehrfach wurde die Kirche Anfang des 19. Jahrhunderts ausgeraubt und zerstört, bis sie schließlich im Februar 1818 bei einem Gewitter durch einen Blitz in Brand geriet und bis auf die Grundmauern niederbrannte. In den folgenden Jahren wurden die Gottesdienste im Sommer im Freien abgehalten, im Winter in den Schulgebäuden der umgebenden Gemeinden. Am 21. August 1834 wurde der Neubau einer Kirche durch den Großherzoglichen Baumeister Holzapfel von Friedberg begonnen. Am 6. Dezember 1835 wurde die neue Kirche eingeweiht.
Anfangs kam die Kirche ohne Orgel aus und die Gottesdienste wurden mit Musik umrahmt. Als sich der Musikverein des Ortes auflöste, wurde der Bau einer Orgel beschlossen. Im Jahre 1845 erbaute der Orgelbauer Ratzmann die jetzige Orgel für 565 Gulden, die durch Spenden und Zuschüssen der Ortsgemeinden aufgebracht wurden.
1867 musste eine Glocke im Turm durch Philipp Heinrich Bach erneuert werden, da die alte einen Sprung hatte. Die ältere Glocke wurde im Ersten Weltkrieg demontiert und eingeschmolzen. 1923 wurde das Innere der Kirche nach langen Streitereien renoviert. Während sich der Pfarrer für die Sanierung einsetzte, wollten die Gemeindevertreter das Geld lieber in eine neue Glocke und ein Denkmal für die Gefallenen des Ersten Weltkriegs investieren. Der Pfarrer setzte sich durch und die Kirche erhielt einen neuen Innenanstrich, Türen und Fenster wurden renoviert. 1925 wurde dann wieder eine zweite Glocke angeschafft.
Die Kirche überstand den Zweiten Weltkrieg nahezu unbeschadet. Die im Besitz der umliegenden Gemeinden stehende Kirche und der Friedhof wurden 1949 an die Kirchengemeinde übergeben, da die Städte nicht mehr für die finanziellen Verpflichtungen aufkommen wollten. Im gleichen Jahr wurde die Kirche elektrifiziert, 1951 umfassend renoviert. 1957 wurde die Neuanschaffung von zwei Glocken und die Renovierung des Kirchturms beschlossen. Die neuen Glocken wurden bei den Gebrüdern Rincker in Sinn gegossen, ein metallener Glockenstuhl erstellt und der Turm mit Schiefer gedeckt.

## Geographische Lage
Die Kirche und der Friedhof liegen rund 200 m östlich des Gebäudeensembles Herrnhaag in 197 Meter Höhe auf einem landwirtschaftlich genutzten Höhenrücken an der L 3193 zwischen Diebach am Haag und Lorbach im Nordwestteil der Gemarkung Vonhausen.

## Architektur
Die Saalkirche wurde im neoklassizistischen Stil erbaut mit einem Dachreiter als Glockenturm. Auf jeder Seite besitzt sie drei hohe Bogenfenster. Die Kirche steht als Teil des Gebäudeensembles Herrnhaag unter Denkmalschutz.

## Quelle
- Website der Kirchengemeinde

Koordinaten: 50° 15′ 53,2″ N, 9° 5′ 24,1″ O